# Верльте
Верльте (нем. Werlte) — коммуна в Германии, в земле Нижняя Саксония.
Входит в состав района Эмсланд. Подчиняется управлению Верльте. Население составляет 9445 человек (на 31 декабря 2010 года). Занимает площадь 63,75 км². Официальный код — 03 4 54 057.
Коммуна подразделяется на 5 сельских округов.

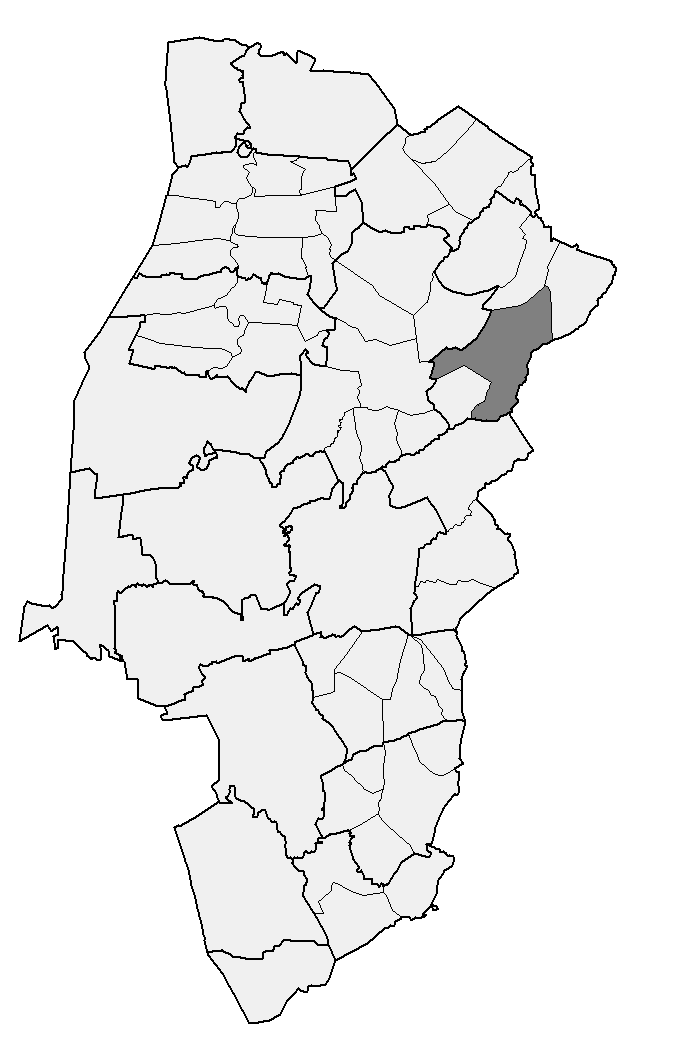
Коммуна Верльте на карте района Эмсланд

| Год  | Население |
| ---- | --------- |
| 1990 | 6126      |
| 1995 | 7974      |
| 2000 | 8727      |
| 2005 | 9129      |
| 2010 | 9397      |